# Bolboschoenus fluviatilis
Scirpe fluviatile
Espèce
Classification phylogénétique
Synonymes
- Scirpus perviridis V.J Cook 
 * Scirpus maritimus var. fluviatilis 
 *Scirpus fluviatilis (Torr.) A. Gray 
 *Schoenoplectus fluviatilis (Torr.) M.T Strong 
 * Bolboschoenus maritimus var. fluviatilis

Bolboschoenus fluviatilis, appelée la scirpe fluviatile, est une espèce d'angiospermes de la famille des laîches. On peut la retrouver au Canada, aux États-Unis, en Australie, en Nouvelle-Zélande, en Nouvelle-Calédonie et au nord du Mexique.

## Habitat

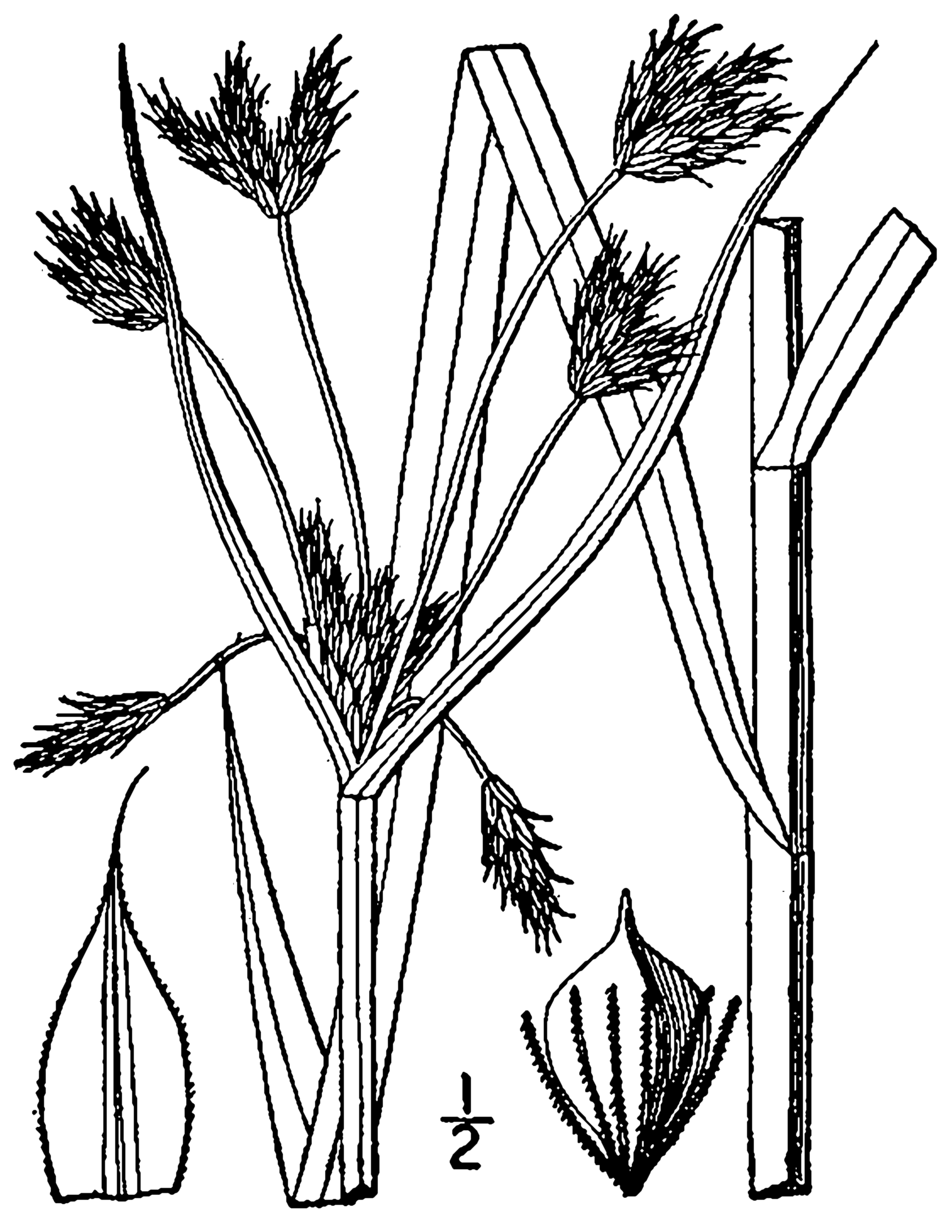
Croquis de 1972 de, d'après Torrey.

La scripe fluviatile se retrouve principalement dans les marais d'eau douce ou d'eau saumâtre, et dans les eaux calmes de lacs et de petits cours d'eau.